# Żuławki

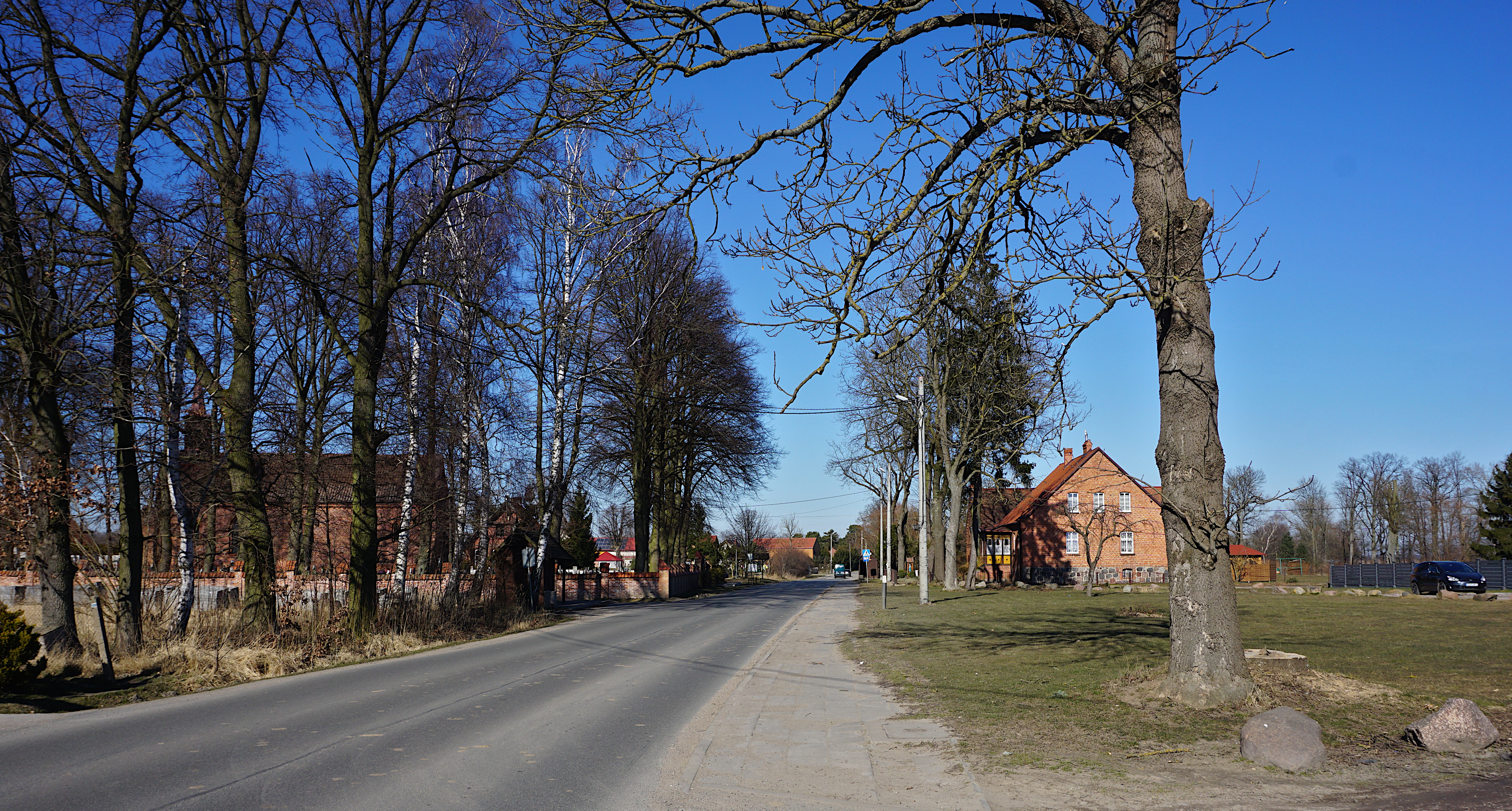
Dorfpartie in Fürstenwerder

Żuławki (deutsch Fürstenwerder) ist ein Dorf und Schulzenamt mit rund 680 Einwohnern in der Gmina Stegna, die zum Powiat Nowodworski in der Woiwodschaft Pommern gehört. Der Ort liegt im Weichseldelta an der Szkarpawa (Elbinger Weichsel) rund 20 km östlich der Stadt Danzig.

## Geschichte

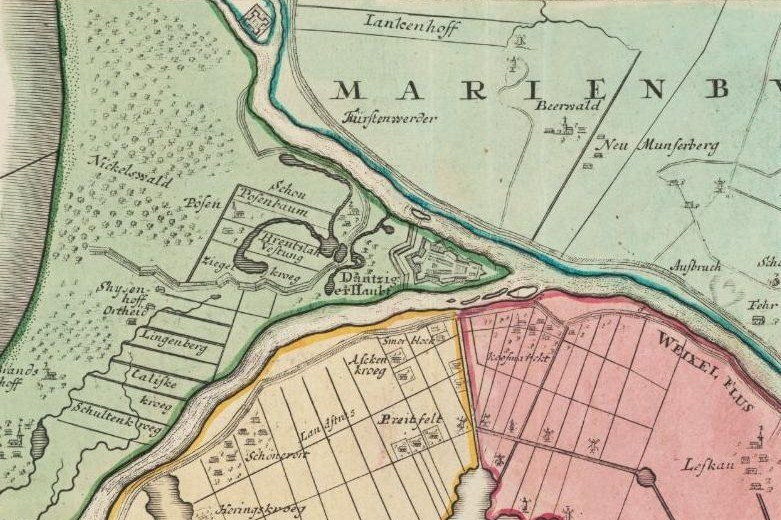
Fürstenwerder auf der Homann-Karte von 1730

Im Jahre 1352 wurde Fürstenwerder erstmals urkundlich erwähnt. Von 1772 bis 1920 gehörte Fürstenwerder zum Kreis Marienburg in der preußischen Provinz Westpreußen, dann von 1920 bis 1939 zum Landkreis Großes Werder im Freistaat Danzig und nach dessen Einverleibung in das Großdeutsche Reich zu Beginn des Zweiten Weltkrieges von 1939 bis 1945 zum Reichsgau Danzig-Westpreußen. Nach Kriegsende 1945 kam der Ort unter polnische Verwaltung und wurde in Żuławki umbenannt. Die deutschen Bewohner wurden vertrieben.
Zu Zeiten der Zugehörigkeit zu Preußen bestanden in Fürstenwerder eine katholische und zwei protestantische Kirchengemeinden, davon eine der Mennoniten und eine der Kirche der Altpreußischen Union. Die 1768 im Ortsteil Niedźwiedzica (Bärwalde) erbaute Holzkirche der seit dem 18. Jahrhundert bestehenden, aus niederländischen Einwanderern hervorgegangenen mennonitischen Gemeinde, die 1924 540 Mitglieder zählte, ist 1990 abgebrannt.
Erhalten sind neben der römisch-katholischen Pfarrkirche der Geburt der seligen Jungfrau Maria, einem am 3. Oktober 1841 geweihten neugotischen Backsteinbau mit Dachreiter von 1840/1841, die evangelische Friedhofskapelle von 1890 sowie vier Vorlaubenhäuser aus dem 18. und 19. Jahrhundert.

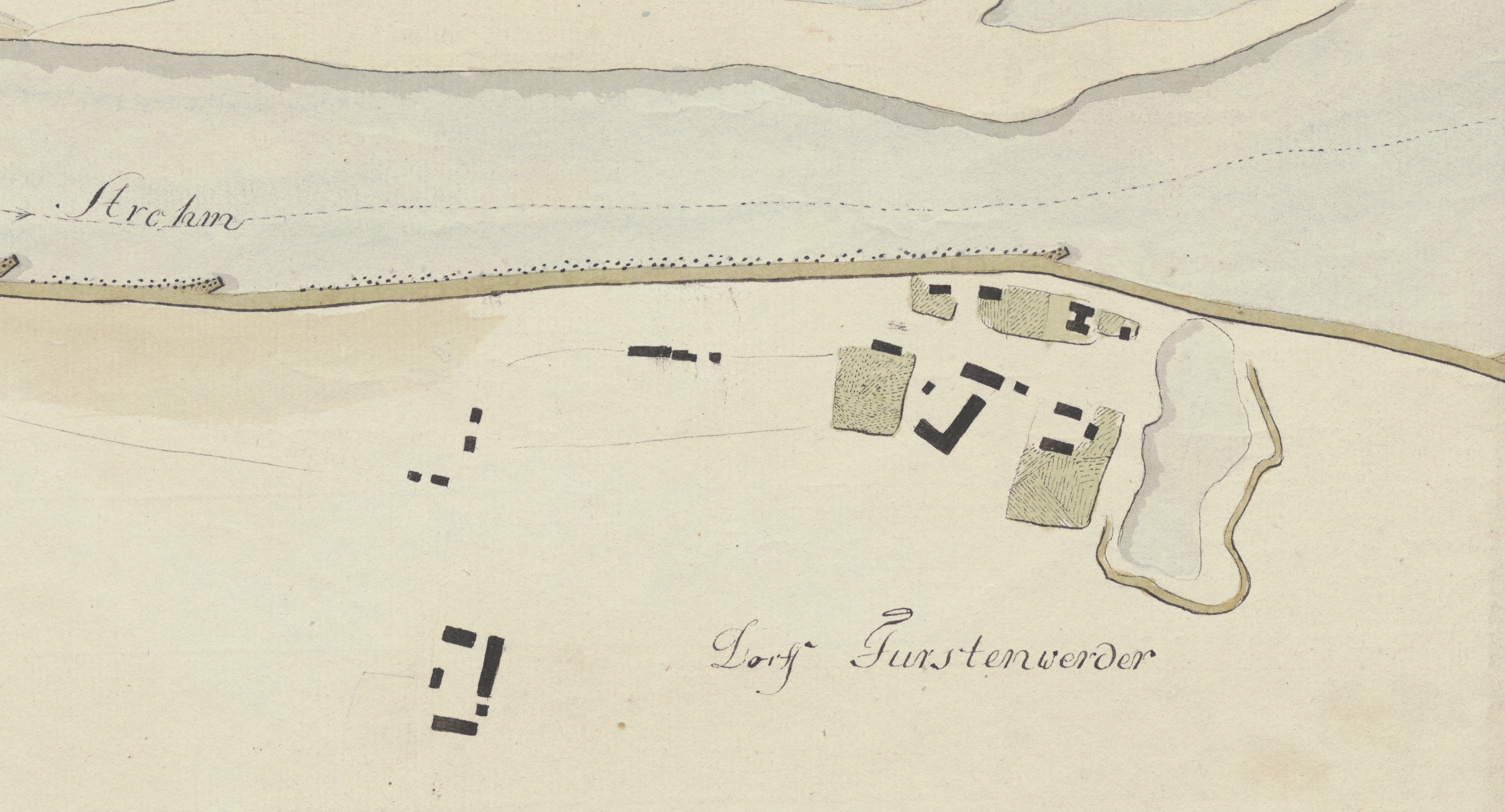
Fürstenwerder auf einer Karte (um 1795)
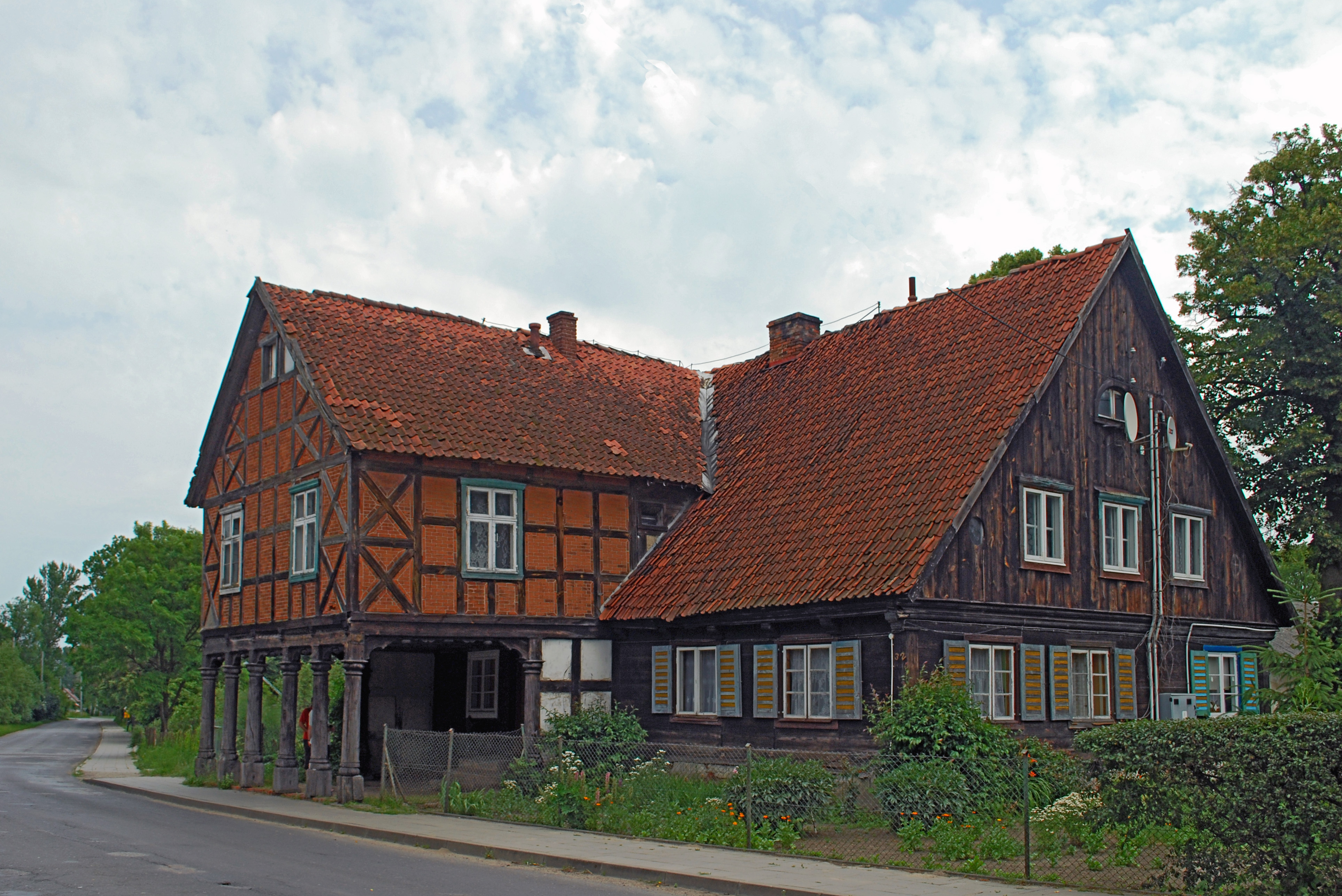
Ehemals mennonitisches Vorlaubenhaus Nr. 32/33, errichtet 1797, umgebaut 1851
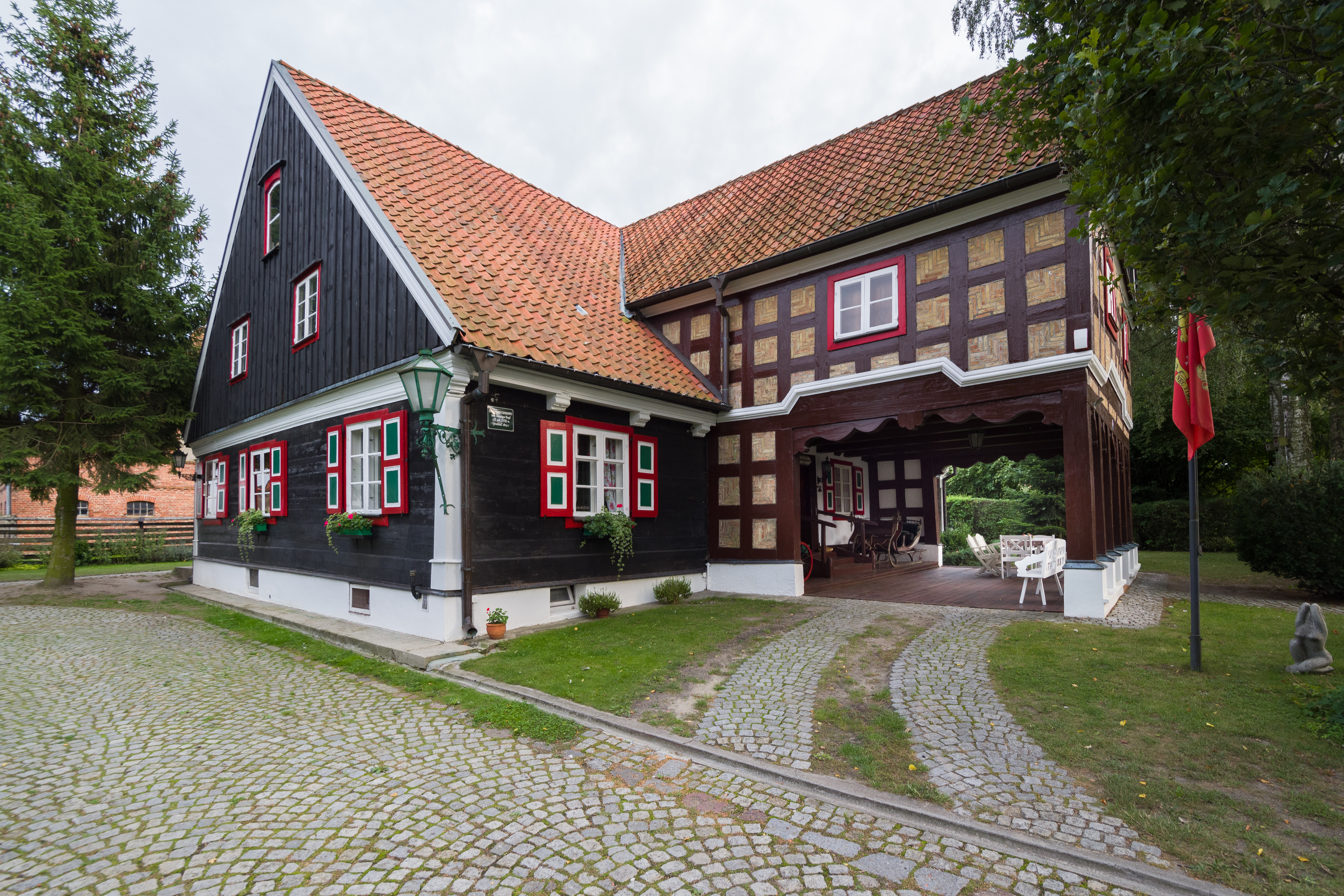
Vorlaubenhaus Nr. 6. sogenannter "Danziger Kopf", errichtet im 18. Jahrhundert, umgebaut 1825
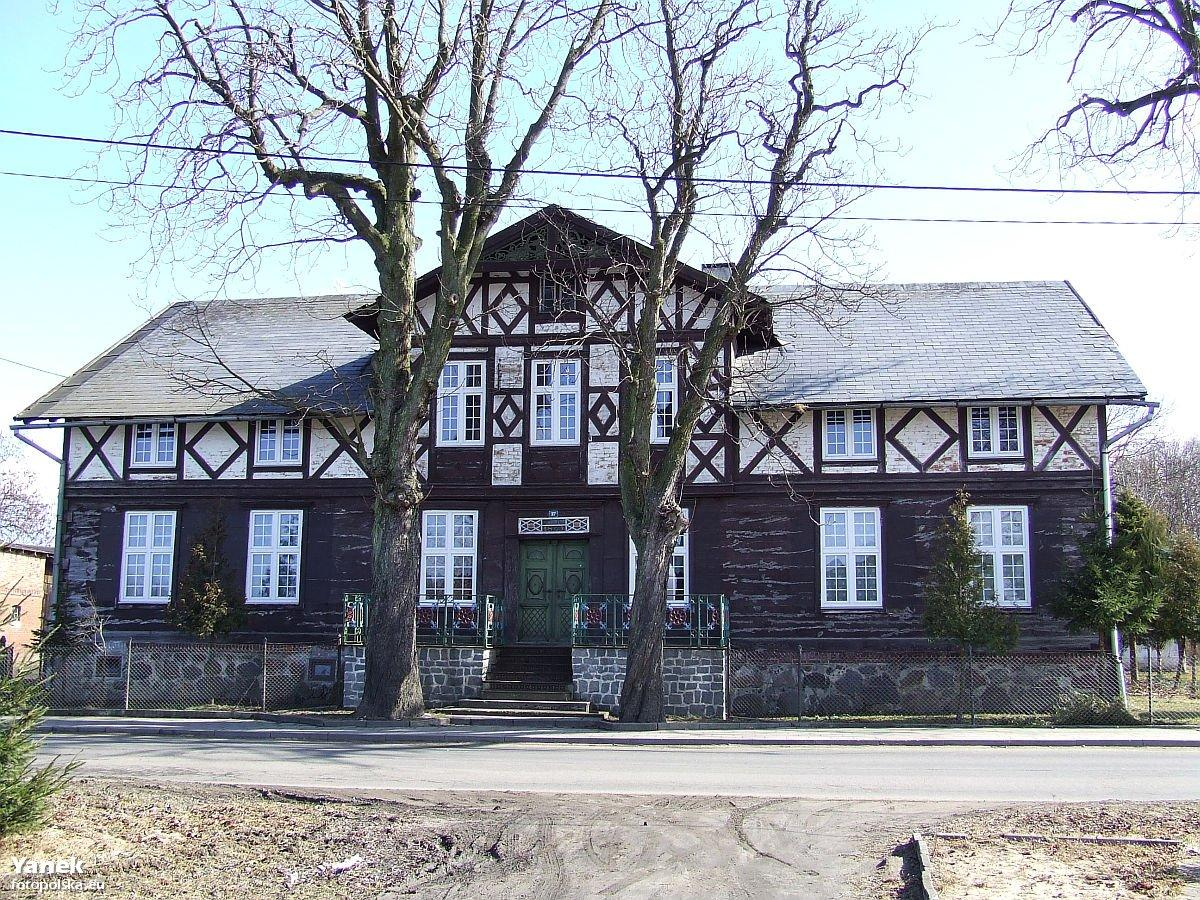
Wohngebäude im Ortszentrum
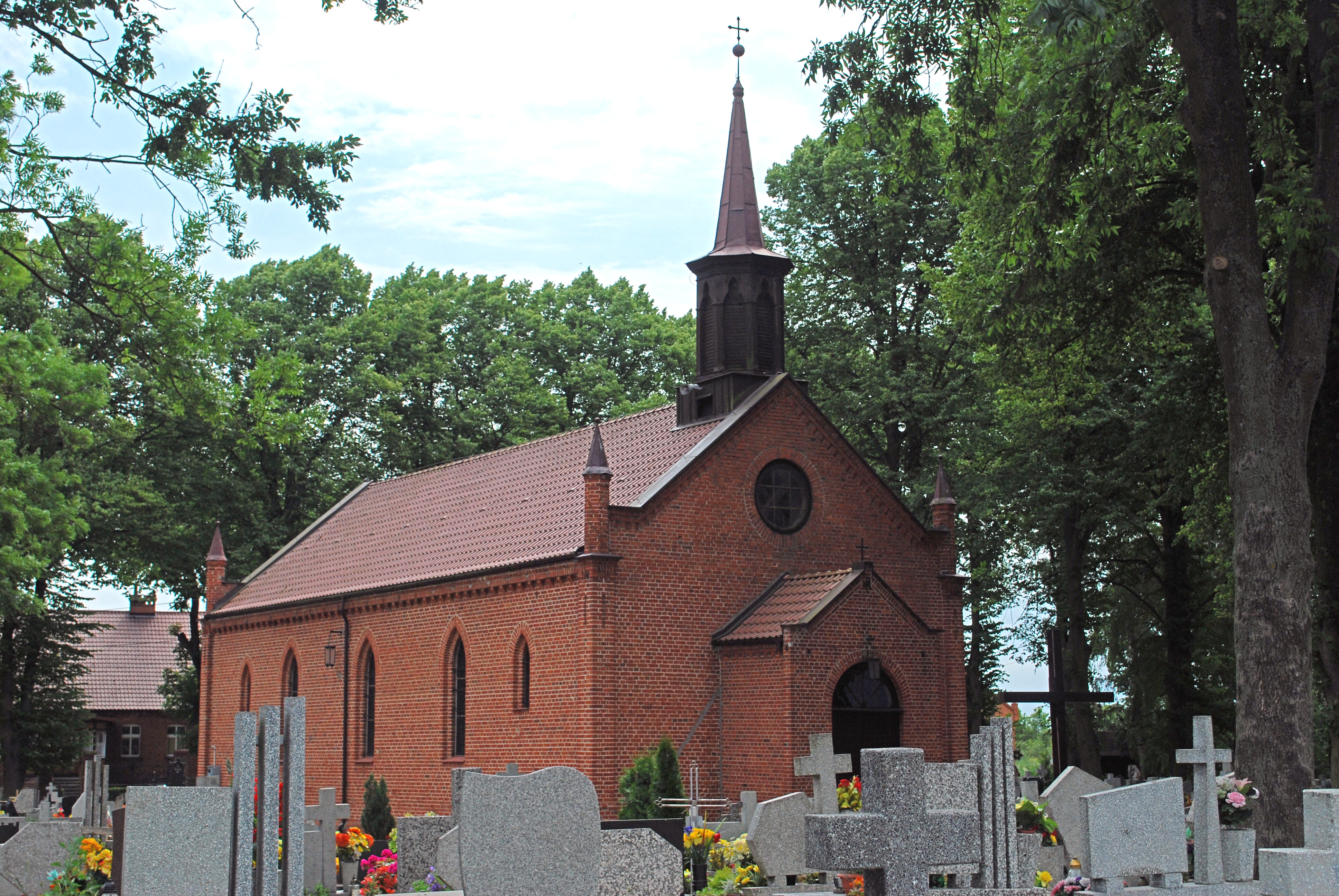
Katholische Kirche
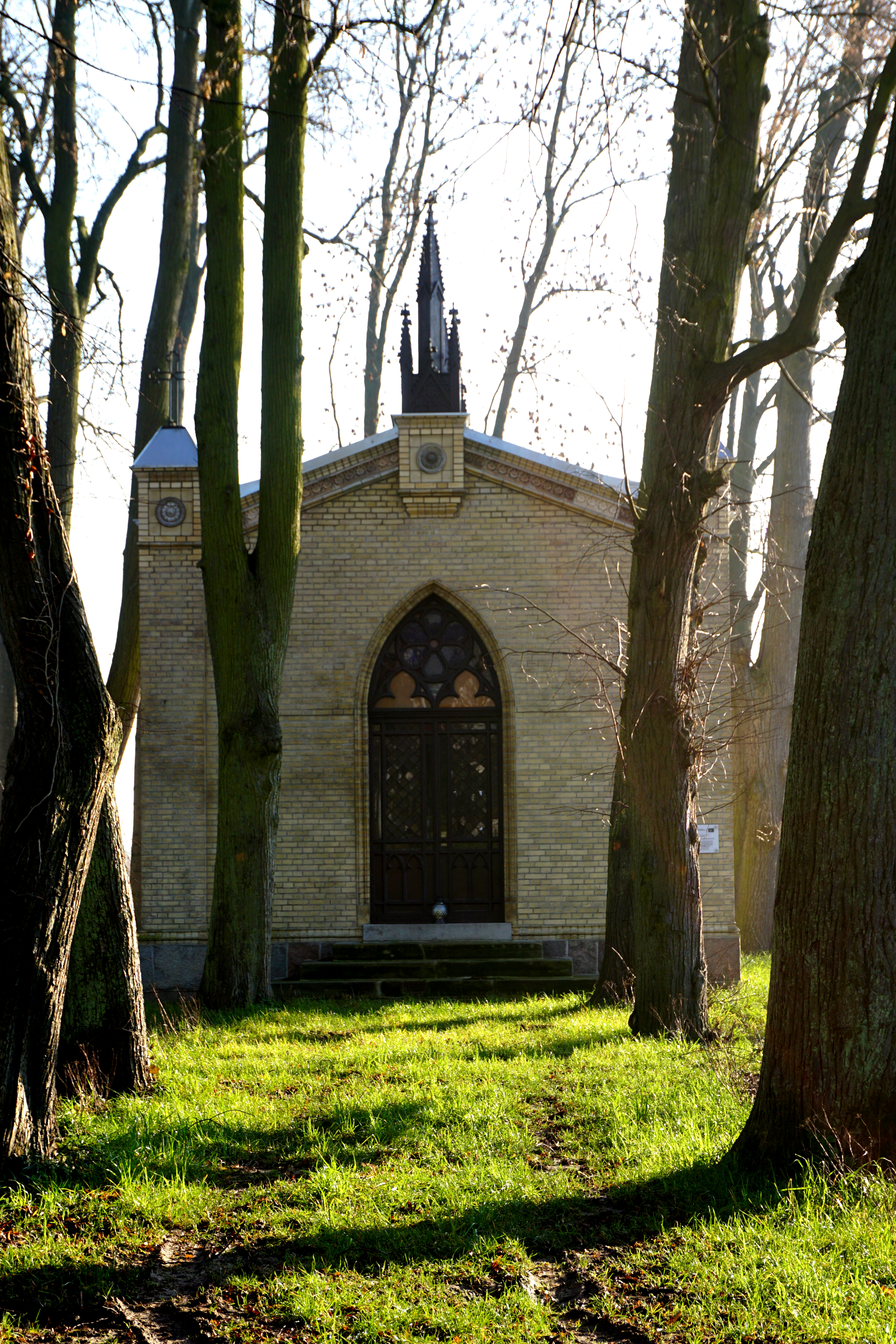
Evangelische Kapelle

## Persönlichkeiten
- Claas Epp (1803–1881), Dorfschulze von Fürstenwerder, Gründer von zwei mennonitischen Kolonien im damaligen Russischen Reich
- Manfred Besser (1945–2020), Künstler und Kurator.